# Oliinîkî, Teofipol
Oliinîkî (în ucraineană Олійники) este localitatea de reședință a comunei Oliinîkî din raionul Teofipol, regiunea Hmelnîțkîi, Ucraina.

## Demografie
Componența lingvistică a localității Oliinîkî
     Ucraineană (99,7%)
     Alte limbi (0,3%)
Conform recensământului din 2001, majoritatea populației localității Oliinîkî era vorbitoare de ucraineană (99,7%), existând în minoritate și vorbitori de alte limbi.